# Grünkronennymphe
Die Grünkronennymphe (Thalurania colombica fannyae) ist eine Unterart der Violettkronennymphe. Die Art hat ein großes Verbreitungsgebiet, das etwa 130.000 Quadratkilometer in den südamerikanischen Ländern Kolumbien, Ecuador und Peru sowie dem mittelamerikanischen Land Panama umfasst. Der Bestand wird von der IUCN als nicht gefährdet (Least Concern) eingeschätzt.

## Merkmale
Die Grünkronennymphe erreicht eine Körperlänge von etwa 9,5 bis 10 Zentimetern. Der schwarze Schnabel wird etwa 20 Millimeter lang. Das Männchen ist überwiegend glitzernd grün. Dies beinhaltet auch seine Krone. Der obere Teil des Flügels und Teile des Rückens sind blau schimmernd. Der untere Teil des Flügels sowie der Schwanz gehen fließend über ein dunkles Grün ins Bräunliche über. Im Gegensatz zum Männchen ist das Weibchen auf der Unterseite weiß bzw. hellgrau.

## Habitat
Man sieht die Grünkronennymphe vorwiegend innerhalb von feuchten Wäldern und Sekundärwald. Bei der Futtersuche kann man den Kolibri auch auf Lichtungen beobachten. Oft kann man sie auch im Dickicht der Helikonien entdecken. Am meisten sind die Nymphen in leicht bergigem Gebiet, das an Flachland grenzt, verbreitet.

## Unterarten

Verbreitung der Grünkronennymphe

Bis vor kurzem galt die Grünkronennymphe (Thalurania fannyi) wegen der Färbung des Oberkopfes und phylogenetischen Überlegungen als eigenständige Art. Spätere Analysen zweifeln diese Abspaltung an. Das South American Classification Committee folgt dieser Meinung und fordert weitere Forschungen zu diesem komplexen Thema. Autoren, die in der Grünkronennymphe eine eigene Art sehen, ordnen folgende Unterarten zu:
- Thalurania fannyi fannyi (Delattre & Bourcier, 1846)[4]
- Thalurania fannyi hypochlora Gould, 1871[5]
- Thalurania fannyi subtropicalis Griscom, 1932[6]
- Thalurania fannyi verticeps (Gould, 1851)[7]

Die Unterart fannyi findet man im Osten Panamas sowie dem extremen Nordwesten bis Südwesten Kolumbiens. Die Subspezies subtropicalis ist im Tal des Río Cauca sowie nahe der West- und Zentralanden Kolumbiens beheimatet. An den pazifischen Küstenhängen der Westanden im extremen Südwestens Kolumbiens bis zum Nordwesten Ecuadors trifft man auf die ssp. verticeps. Die spp. hypochlora kann man in den ecuadorianischen Tiefebenen des Pazifiks beobachten.

## Etymologie und Forschungsgeschichte
Adolphe Delattre und Jules Bourcier beschrieben die Grünkronennymphe unter dem Namen Trochilus Fannyi. Als Fundort nannte sie den Río Dagua nahe Santa Buenaventura in Kolumbien. Erst später wurde die Art der Gattung Thalurania zugeordnet, die John Gould 1848 für eine Unterart der Schwalbennymphe (Thalurania furcata viridipectus) einführte. »Thalurania« leitet sich aus den griechischen Worten »thalos, τηαλοσ« für »Kind, Nachkomme« und »ouranos, οὐρανός« für »Himmel« ab. Das Wort »fannyae, fannyi« ist Fanny Wilson geb. Stokes (1809–1891), der Frau von Edward Wilson (1808–1880) gewidmet. »Subtropicalis« bezieht sich auf die subtropische Zone nördlich der 1.435 Meter hohen Gebirgslandschaft von Pirre in der Provinz Darién im Südosten Panamas. »Verticeps« leitet sich vom lateinischen Wort »virens« (französisch: vert) für »grün« und »-ceps, caput« für »-köpfig, Kopf« ab.  »Hypochlora« hat seinen Ursprung in den griechischen Worten »hupo ηθπο« für »unterhalb« und »khloros, χλωρός« für »grün-gelb«.